# Lard of the Dance
"Lard of the Dance" (no Brasil, "A Banha do Baile") é o primeiro episódio da décima temporada de The Simpsons. Foi ao ar pela primeira vez na Fox Broadcasting Company nos Estados Unidos em 23 de agosto de 1998, foi escrito por Steve Pepoon e contou com a direção de Dominic Polcino. A convidada Lisa Kudrow estrelou como Alex Whitney.
No episódio, todas as jovens da turma de Lisa ficam maravilhadas com a personalidade madura da nova aluna, Alex Whitney. Encantadas, elas não medem esforços para se espelharem naquela que é considerada um verdadeiro exemplo. Contudo, essa admiração acaba por deixar Lisa frustrada e com ciúmes. Em momentos posteriores, a personagem consegue provar que Alex e seus demais seguidores não passam de meras crianças, longe de exibirem a tão aclamada maturidade. A obra teve recepção positiva dos críticos, e em sua transmissão original marcou 7,2 pontos.

## Enredo
Um novo ano letivo inicia-se na Escola Primária de Springfield, e Lisa Simpson é encarregada de mostrar o local a uma nova colega de classe. No entanto, Alex Whitney, apesar de possuir a mesma idade que Lisa, traz consigo um estilo e personalidade típicos de uma adolescente. Tendo preferência por experimentar perfumes e joias compras e fazer compras, e logo suas atitudes influenciam as amigas de Lisa, causando-lhe um profundo descontentamento. A situação atinge um ponto crítico quando ambas são escolhidas como componentes do comitê social da turma, e esta última convence o Diretor Skinner a transformar o tradicional "Apple Pick" em um requintado baile formal. Enquanto isso, Homer descobre uma forma de ganhar dinheiro reaproveitando a gordura de sua cozinha e decide iniciar um novo negócio para lucrar com essa atividade, porém percebe que sua própria casa não gera gordura suficiente para dar lucro. No entanto, Homer descobre que a cantina da Escola Primária de Springfield está cheia de banha e, juntamente com Bart, elabora um plano astuto para roubá-la.

## Produção
O episódio teve sua origem em uma conversa entre Jane O'Brien e Mike Scully a respeito do desejo das meninas de crescerem rápido, considerando que Scully é pai de cinco filhas. A subtrama surgiu a partir da imaginação de Jace Richdale, que teve a ideia de Homer roubando banha para revender após ler sobre isso em uma revista. Durante o episódio, vários aspectos dos personagens foram improvisados de forma significativa por Lisa Kudrow. A personagem Alex foi criada por Ron Hauge, e recebeu o nome da melhor amiga de O'Brien. A cena em que Homer é estrangulado pelo zelador Willie, resultando em uma hemorragia ocular, gerou muitas risadas no estúdio de produção.